# リンカーン (ネブラスカ州)
リンカーン（英語：Lincoln [ˈlɪŋkən]）は、アメリカ合衆国ネブラスカ州の州都。オマハに次ぐ州第2の都市である。人口は29万1082人（2020年）。郊外の人口は少なく、都市圏人口は約36万人にとどまる。
リンカーンにはネブラスカ大学リンカーン校（ネブラスカ大学）がキャンパスを構える。ネブラスカ大学が市に与える影響は大きく、学園都市としての性格が強い。他州の州都では、オハイオ州コロンバス市やテキサス州オースティン市などにもこうした傾向が見られる。

## 歴史
リンカーンは1856年にランカスター村として創設された。1859年には新たに創設されたランカスター郡の郡庁所在地となった。1854年に創設されたネブラスカ準州の州都はオマハであったが、人口の大部分はプラット川の南側に集中していたため、準州会は州都を川の南側、オマハよりもできるだけ西側に移すことを決め、ランカスター村が選ばれた。1867年5月1日にネブラスカが連邦37番目の州として昇格するとエイブラハム・リンカーンにちなんでランカスター村はリンカーンと改名され、ネブラスカ州の州都になった。1869年には正式な市となった。

## 地理
リンカーンは、北緯40度48分35秒 西経96度40分31秒 / 北緯40.80972度 西経96.67528度(40.809868, -96.675345)に位置し、日本の弘前市（青森県）とほぼ同緯度にある。
アメリカ合衆国統計局によると、リンカーン市は総面積195.2 km2である。このうち193.3 km2が陸地で1.9 km2が水地域である。総面積の0.98%が水地域となっている。

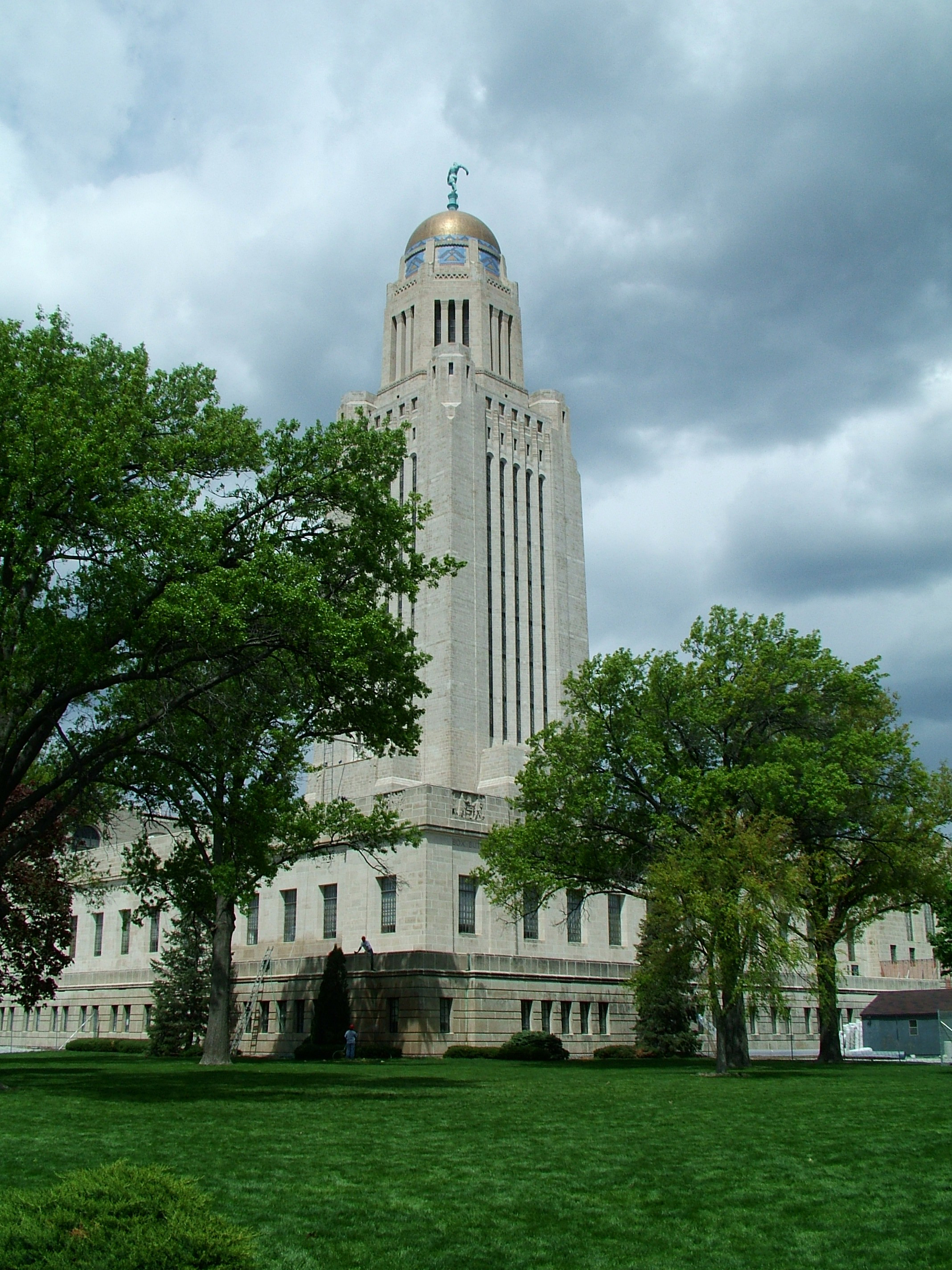
ネブラスカ州会議事堂

## 気候
気候は湿潤大陸性気候 (Dfa) で寒暖の差が大きい。1月の平均気温は-4.8℃、7月の平均気温は24.7℃、年間降水量は721mmである。冬の冷え込みは厳しく、過去には-36.1度を記録している。
| リンカーン(1971～2000)の気候 | リンカーン(1971～2000)の気候 | リンカーン(1971～2000)の気候 | リンカーン(1971～2000)の気候 | リンカーン(1971～2000)の気候 | リンカーン(1971～2000)の気候 | リンカーン(1971～2000)の気候 | リンカーン(1971～2000)の気候 | リンカーン(1971～2000)の気候 | リンカーン(1971～2000)の気候 | リンカーン(1971～2000)の気候 | リンカーン(1971～2000)の気候 | リンカーン(1971～2000)の気候 | リンカーン(1971～2000)の気候 |
| 月                           | 1月                          | 2月                          | 3月                          | 4月                          | 5月                          | 6月                          | 7月                          | 8月                          | 9月                          | 10月                         | 11月                         | 12月                         | 年                           |
| ---------------------------- | ---------------------------- | ---------------------------- | ---------------------------- | ---------------------------- | ---------------------------- | ---------------------------- | ---------------------------- | ---------------------------- | ---------------------------- | ---------------------------- | ---------------------------- | ---------------------------- | ---------------------------- |
| 平均最高気温 °C （°F）       | 0.7 (33.3)                   | 4.1 (39.4)                   | 10.7 (51.3)                  | 17.5 (63.5)                  | 23.2 (73.8)                  | 29.4 (84.9)                  | 32.0 (89.6)                  | 30.6 (87.1)                  | 26.0 (78.8)                  | 19.2 (66.6)                  | 9.5 (49.1)                   | 2.7 (36.9)                   | 17.1 (62.8)                  |
| 平均最低気温 °C （°F）       | −11.4 (11.5)                 | −8.2 (17.2)                  | −2.5 (27.5)                  | 3.8 (38.8)                   | 10.1 (50.2)                  | 15.8 (60.4)                  | 18.8 (65.8)                  | 17.6 (63.7)                  | 11.8 (53.2)                  | 4.7 (40.5)                   | −2.8 (27)                    | −8.8 (16.2)                  | 4.1 (39.4)                   |
| 降水量 mm （inch）           | 17 (0.67)                    | 17 (0.67)                    | 56 (2.2)                     | 74 (2.91)                    | 107 (4.21)                   | 89 (3.5)                     | 90 (3.54)                    | 85 (3.35)                    | 74 (2.91)                    | 49 (1.93)                    | 40 (1.57)                    | 22 (0.87)                    | 721 (28.39)                  |
| 降雪量 cm （inch）           | 15 (5.9)                     | 12 (4.7)                     | 12 (4.7)                     | 5 (2)                        | 0 (0)                        | 0 (0)                        | 0 (0)                        | 0 (0)                        | 0 (0)                        | 1 (0.4)                      | 7 (2.8)                      | 14 (5.5)                     | 66 (26)                      |
| 出典： 2010-03-13            |                              |                              |                              |                              |                              |                              |                              |                              |                              |                              |                              |                              |                              |

## 都市概観

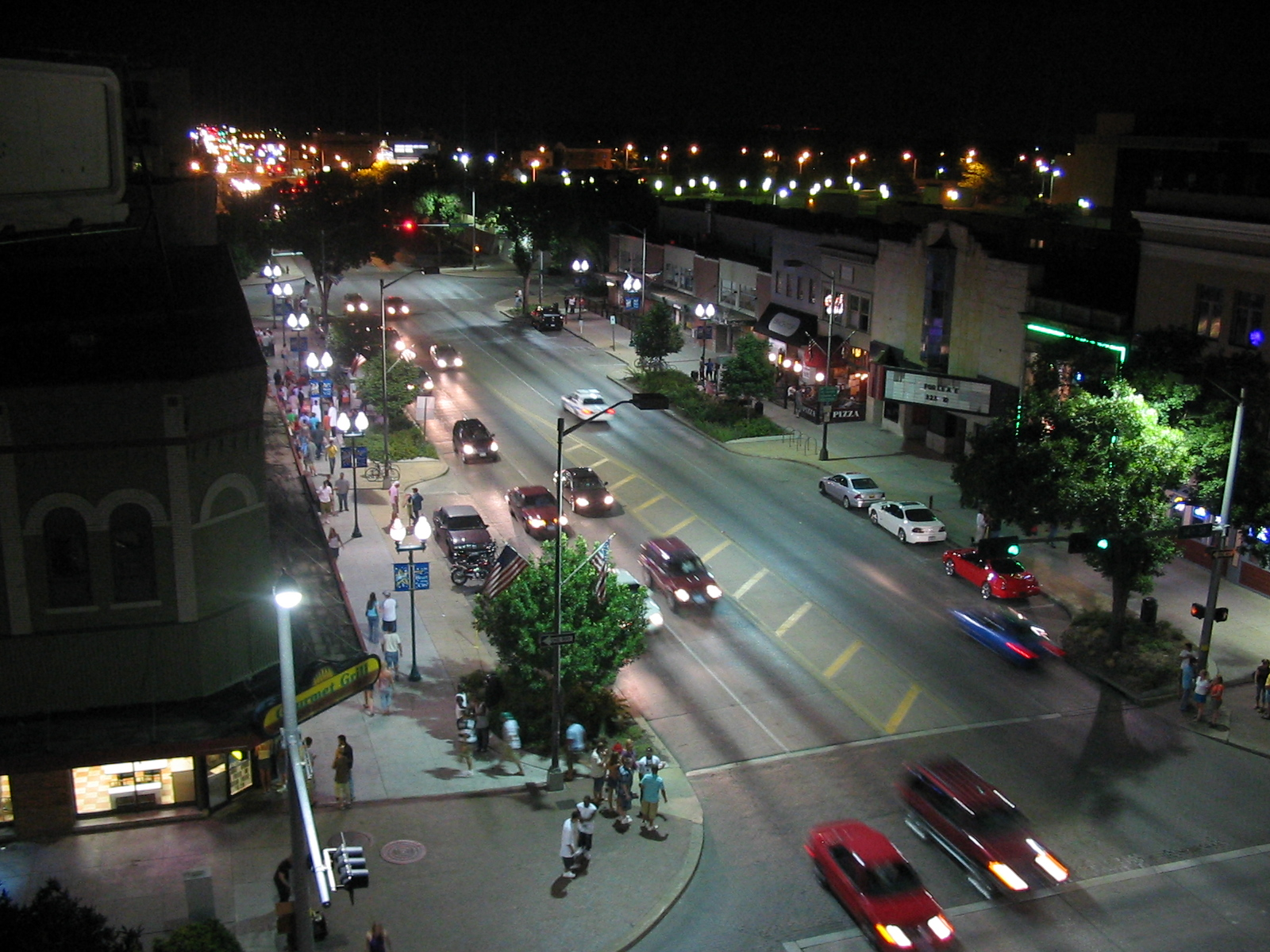
夜のダウンタウン（14thストリートとOストリートの交差点付近）

リンカーンはミズーリ川などの大きい川には面しておらず、ネブラスカの大平原の中に都市が形成されている。市の成長は主に広大なダウンタウン周辺地域の開発によるものであり、市域の外にはあまり都市圏が発達していない。近年、リンカーン北郊の開発は絶滅危惧種であるソルトクリークハンミョウ (Salt Creek Tiger Beetle) の生息地域を脅かしている。
ダウンタウンを南北に走る通りは西から東へ番号順になっている。また、東西の通りは南から北へアルファベット順になっている。市のメインストリートはOストリートである。Oストリートにはバーやナイトクラブも集中する。Rストリートはネブラスカ大学のキャンパスの南端を通っている。ダウンタウンの中心となっているのは7thストリート、16thストリート、Mストリート、およびRストリートに囲まれたエリアである。
また、リンカーンはStar City（星の街）と呼ばれている。ロゴはアルファベットのLの文字5つを星形につなげたものである。1980年代初頭に公式にこの別名が採用され、市当局はダウンタウンの主要な交差点にそのロゴを掲げた。

## 経済
リンカーンの経済活動は全米の多くの中規模都市同様、サービス業によってなされている。リンカーンの経済を支えているのは政府部門とネブラスカ大学である。このほか、金融・情報技術・保険・運輸（鉄道・トラック）が市の主な産業である。また、リンカーンはチェーンレストラン3社の発祥の地である。

## 交通
市の玄関口となっている空港はダウンタウンの北西約8kmに位置するリンカーン空港 (IATA: LNK, ICAO: KLNK) である。
市の北西を州間高速道路80号線（I-80）が走っている。I-80はサンフランシスコとニューヨークを結ぶ幹線の高速道路である。オマハまでは約90km、所要1時間10分ほどである。
アムトラックの駅があり、人気の高いカリフォルニア・ゼファー号が停車する。また、ダウンタウンにはグレイハウンドのバスターミナルがあり、オマハをはじめ、シカゴ・デンバー・カンザスシティなどの主要都市へバスの便がある。

## 名所

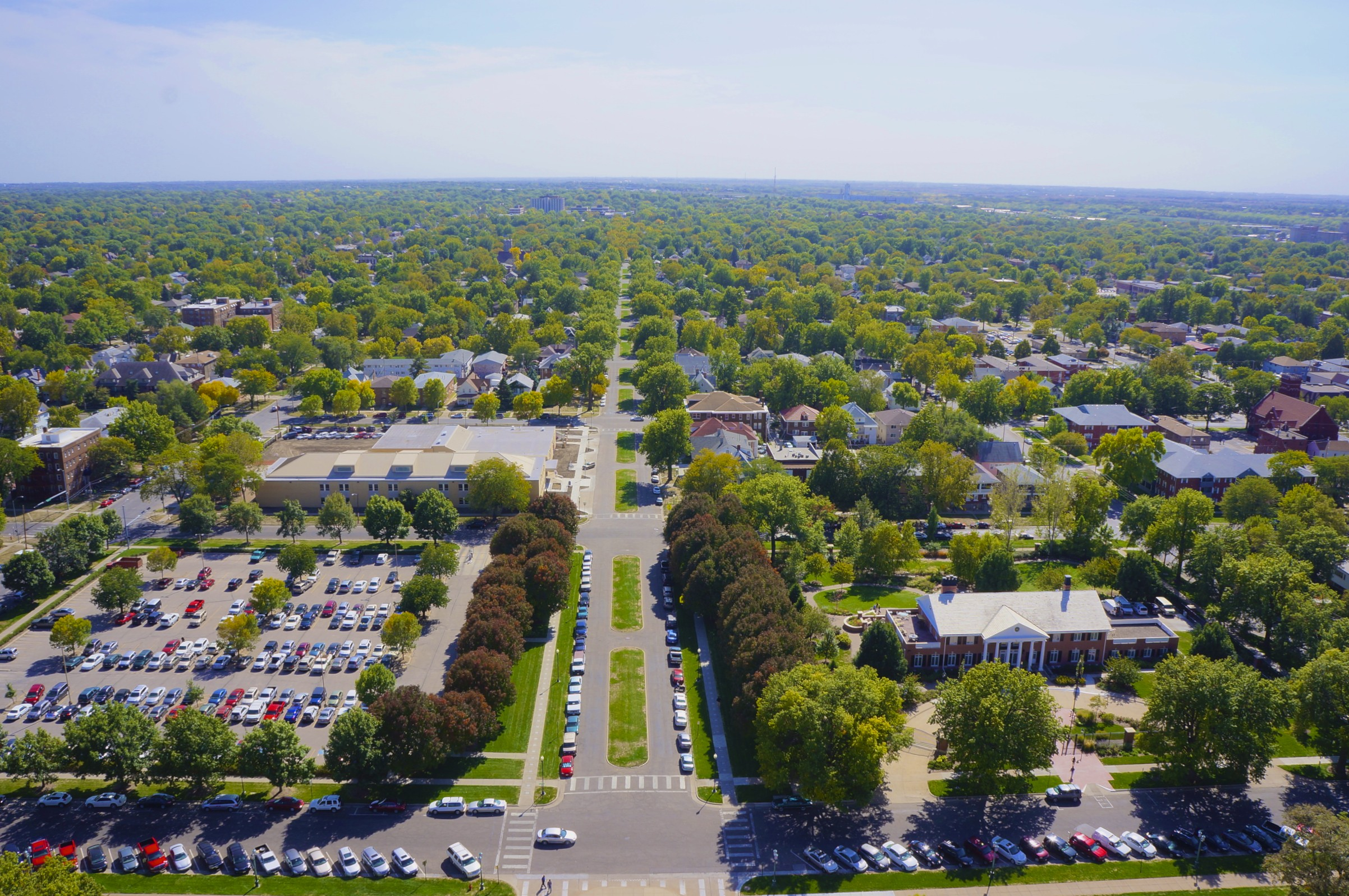
州議事堂の展望台から

- ネブラスカ州会議事堂 - 1922年から1932年まで、10年の歳月を費やして完成した。州庁舎としては珍しい高層建築物で、その屋上には金のドームを持つ。ドームの頂上にはネブラスカの農業を象徴する、高さ6mの農夫の像が建てられている。リンカーン市の条例により、市内および周辺地域において、この州庁舎を超える高さの建物を建てることは許されていない。この条例の存在により、州庁舎はリンカーン一帯のランドマークとなっている。内部にはこの一帯に住んでいたネイティブ・アメリカンの文化や、ネブラスカへの初期入植者たちの歴史・文化を描いた絵画・壁画が多数飾られている。
- アリス・アベル植物園 (Alice Abel Arboretum)
- ロシアからのドイツ人社会歴史博物館 (American Historical Society of Germans from Russia Museum)
- リンカーン子供博物館 (Lincoln Children's Museum)
- ヘイマーケット・パーク (Haymarket Park)
- ハイド天文台 (Hyde Observatory)
- アイスボックス (Ice Box) - 多目的アリーナ（主にホッケーの試合に使われる）
- ジェームス・アーサーぶどう園＆ワイナリー (James Arthur Vineyards and Winery)
- ジョシュア・C・ターナー植物園 (Joshua C. Turner Arboretum)
- マックスウェル植物園 (Maxwell Arboretum)
- ローラースケート国立博物館および全米ローラースポーツ協会本部 (National Museum of Roller Skating and the offices of USA Roller Sports)
- ネブラスカ州立植物園 (Nebraska Statewide Arboretum)
- ステート・フェア・パーク植物園 (State Fair Park Arboretum)

## 教育

### ネブラスカ大学リンカーン校
ネブラスカ大学リンカーン校は州内各地にキャンパスを構えるネブラスカ大学システムの本部である。通常、「ネブラスカ大学」とのみ言った場合はこのリンカーン校を指す。1869年創立の大規模総合州立大学で、140の専攻、275の教育プログラムを持つ。また東京にある専修大学と姉妹校提携を結び交換留学などの交流を行っている。
ネブラスカ大学はキャンパス内に美術館や劇場、州立博物館を抱えており、一般に公開されている。これらの文化施設はリンカーンの名所にもなっている。
ネブラスカ大学のフットボールチーム、コーンハスカーズは全米屈指の古豪として知られる。テキサス大学やオクラホマ大学などを抱える激戦区ビッグ12カンファレンスに所属し、特にコロラド大学バッファローズと熾烈なライバル関係を築いている。名将トム・オズボーン監督 (Tom Osborne) に率いられた頃はランを中心とし、地道にヤードを獲得し勝利を重ねた。1970年、1971年、1994年、1995年、1997年と5度の全米優勝を含め、46度のカンファレンス優勝、3人のハイズマン賞（最優秀選手賞）獲得選手、NFLにも多数の人材を輩出するなど、輝かしい歴史を持つ名門である。しかし、1997年にオズボーン監督がネブラスカ州選出の下院議員に当選し辞任するとチームは弱体化した。現在は戦略を大幅に変更し、フロリダ大学など南部の強豪校同様パス主体の攻め方をしているが、成果は上がっていない。
ネブラスカ大学がホームの試合を開催するスタジアムはキャンパス内にあるメモリアル・スタジアムである。2005年現在のスタジアムの収容人数は74,000人であるが、改修工事が進められており、完成すると80,000人以上を収容できるようになる。

## イベント
- 3月 ： ネブラスカ高校バスケットボール選手権（男女）
- 6月の火曜の夜 ： ジャズ・イン・ジューン (Jazz in June) - 屋外でのジャズライブ
- 7月末 ： ジュライ・ジャム (July Jamm)
- 8月末または9月初め ： ネブラスカ・ステート・フェア (Nebraska State Fair)
- 12月第1土曜日 ： スター・シティ・パレード (Star City Parade)

## メディア
リンカーンの主要な新聞はリンカーン・ジャーナル・スター紙 (Lincoln Journal Star) である。リンカーンをはじめ、州の東南部17郡で購読されている。
リンカーンはネブラスカ教育テレコミュニケーションズ社 (Nebraska Educational Telecommunications、NET) が本社を置いている。そのほか、3社のテレビ局がリンカーンに支局を置いている。また、リンカーンはAM3局、FM7局のラジオ局を有する。

## 人口動態
2000年現在の国勢調査で、リンカーン市は人口225,581人、世帯数90,485、53,567家族が暮らしている。人口密度は1,166.9人/km2である。492.5軒/km2の密度で95,199軒の住宅が建っている。
同市の人口構成を人種別に見ると白人89.25%、アフリカン・アメリカン3.09%、ネイティブ・アメリカン0.68%、アジア人3.12%、太平洋諸島系0.06%、その他の人種1.81%、及び混血1.99%である。人口の3.61%はヒスパニックまたはラテン系である。
同市の90,485世帯のうち、18歳未満の子供がいる世帯は29.5%、結婚・同居している世帯は46.3%、未婚・離婚女性が世帯主である世帯は9.5%、非家族世帯は40.8%である。単身世帯は30.4%、65歳以上の老人1人暮らしの世帯は8.5%である。世帯の平均構成人数は2.36人、家族の平均構成人数は2.99人である。
同市の人口構成を年齢別に見ると18歳未満23.0%、18-24歳16.4%、25-44歳30.7%、45-64歳19.5%、65歳以上10.4%となっている。年齢の中央値は31歳である。性比は女性100人あたり男性99.2人である。18歳以上では女性100人あたり男性98.0人である。
同市の世帯の収入の中央値は40,605米ドルであり、家族の収入の中央値は52,558米ドルである。収入の中央値を性別で見ると男性33,899米ドルに対して女性は25,402米ドルである。同市の1人当たり収入 (per capita income) は20,984米ドルである。人口の10.1%及び家族の5.8% は貧困線以下である。18歳未満の10.7%及び65歳以上の6.0%は貧困線以下の生活を送っている。

## 註
1. ↑  ランカスター村として創設。
2. ↑  “Quickfacts.census.gov”. 2023年9月23日閲覧。
3. ↑   US Gazetteer files: 2010, 2000, and 1990, United States Census Bureau, (2011-02-12) 2011年4月23日閲覧。
4. ↑  NCDC: U.S. Climate Normals
5. ↑  http://www.lincolnairport.com